# Dudhawa-Talsperre
Die Dudhawa-Talsperre befindet sich am Oberlauf der Mahanadi 27 km östlich der Stadt Kanker im indischen Bundesstaat Chhattisgarh.
Die Talsperre wurde zwischen 1953 und 1963 errichtet. Das Staubauwerk besteht aus einem 2907 m langen Erdschüttdamm.
Der Stausee bedeckt eine Fläche von bis zu 30 km².
Die Talsperre dient der Bewässerung der landwirtschaftlichen Flächen im talabwärts gelegenen Distrikt Kanker.